# Кріц
Кріц (рум. Criț) — село у повіті Брашов в Румунії. Входить до складу комуни Бунешть.
Село розташоване на відстані 205 км на північний захід від Бухареста, 69 км на північний захід від Брашова, 131 км на південний схід від Клуж-Напоки.

## Населення
За даними перепису населення 2002 року у селі проживали 657 осіб.
Національний склад населення села:
| Національність | Кількість осіб | Відсоток |
| -------------- | -------------- | -------- |
| румуни         | 489            | 74,4%    |
| цигани         | 119            | 18,1%    |
| угорці         | 35             | 5,3%     |
| німці          | 13             | 2,0%     |

Рідною мовою назвали:
| Мова      | Кількість осіб | Відсоток |
| --------- | -------------- | -------- |
| румунська | 628            | 95,6%    |
| угорська  | 16             | 2,4%     |
| німецька  | 11             | 1,7%     |